# Polisinodia

La polisinodia (del griego πολυς 'numerosos, varios', y de συνοδος 'consejo, asamblea') fue un sistema de gobierno colegiado que tuvo como origen la regencia del Reino de Francia entre 1715 y 1718 llevada por Felipe II de Orleans. Cada tema, y cuestiones sujetas a un tema, eran analizadas y discutidas por un consejo ad-hoc, en reemplazo de los tradicionales secretarios de Estado empleados por los reyes desde los inicios de la Edad Moderna.

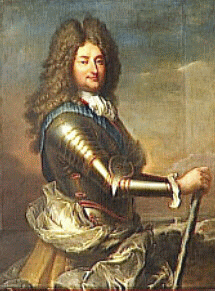
Felipe II de Borbón-Orléans

Tras la muerte del Rey Luis XIV, la nobleza reaccionó contra la excesiva concentración del poder de la cual hizo gala el Rey Sol, y por ello trató de controlar las políticas gubernamentales bajo un sistema en donde la participación de la aristocracia sería bajo la modalidad de la instauración de Consejos, los cuales propondrían las soluciones a los conflictos y temas relacionados con cada cartera. De esta forma se pretendió abandonar a los antiguos Secretarios de Estado. Entre los promotores de este ideal destacan François Fénelon, El duque de Saint-Simon, entre otros.
Sin embargo la lentitud de este sistema y las oposiciones frecuentes entre los miembros de un mismo consejo significaron el regreso del antiguo secretario de estado, un individuo único, especializado y responsable de manejar un tema, para aconsejar de la mejor forma al rey.

## Lista de consejos de Estado existentes bajo la polisinodia
Se crearon siete consejos de Estado que tenían como función simplificar el trabajo del Consejo de regencia:
- Consejo de Consciencia (relativo a los temas religiosos y morales)
- Consejo de Relaciones Exteriores, dirigido por Nicolas Chalon du Blé
- Consejo de Guerra
- Consejo de Marina, dirigido por Louis Alexandre de Bourbon, y en el cual René de Froulay de Tessé fue miembro
- Consejo de Finanzas
- Consejo de Temas Interiores del Reino
- Consejo de Comercio (diciembre de 1715)